# Casa Bianca
Casa Bianca is een woning in de Nederlandse plaats Arnhem dat begin 20e eeuw is gebouwd als dienstwoning voor de pluimvee- en koeienverzorger van de familie Brantsen, die woonden in Huis Zijpendaal. Het wit opgetrokken huis staat in een bosrijke omgeving in een zichtlijn op het Huis Zijpendaal. De plattegrond van de woning is van een T-boerderij, waarbij het voorhuis een schilddak heeft en het achterhuis een wolfsdak. De grotere raampartijen zijn aan de bovenzijde voorzien van een bakstenen omlijsting. Het onderste gedeelte van het raam, dat als schuifraam geopend kan worden, kan door kenmerkende zwart-witte luiken worden afgedicht.
Het pand is in 2005 aangewezen als rijksmonument, eveneens deel uitmakend van het grotere geheel van Park Zypendaal.